# 09 (فلم)
09' (بالكردية: ٠٩ سفر نۆ) هو فيلم جريمة وإثارة كردي لعام 2021 من إخراج وإنتاج بختيار فتح في أول أعماله الإخراجية الطويلة. بطولة شوان عطوف وماهر حسن وسيروان جمال وجريكه عبرش وبساران جاسم وزاله رسول ومحمد وريا. تم الترويج للفيلم باعتباره «أول فيلم كردي عن الجريمة الغامضة»، يدور الفيلم حول محقق يواجه فرقة تهريب أعضاء قامت بابتزاز طبيب لأعضائه.
كان العرض الأول للفيلم في 3 مارس 2021 في تلاري هونار، السليمانية. صدؤ مسرحيًا في 4 مارس 2021.